# Premios Apolo de Cine LGTB
Los Premios Apolo de Cine LGTB son anuales otorgados a las mejores películas de temática LGBT que se han estrenado en España. Desde el año 2016, son premiados por el medio de cultura LGBT Dosmanzanas.com con la intención de destacar el cine de alta calidad para incentivar la distribución de más obras de temática LGBT en el país.

## Historia
La revista y el sitio web Dos Manzanas informan sobre la cultura LGBT en España y abogan por la igualdad LGBT+.Después de otorgar informalmente premios a libros de temática LGBT en el año 2015,Dos Manzanas inició los Premios Apolo, haciendo referencia al dios olímpico Apolo con el objetivo de reivindicar la distribución de obras de temática LGBT en España celebrando la alta calidad de las películas LGBT+.También premian a las distribuidoras españolas que ayudan a combatir la LGBT-fobia siendo lo suficientemente valientes como para optar por mostrar las películas. Muchos de los nominados y ganadores son así las mejores producciones internacionales, con menos películas españolas, así como las distribuidoras locales de las mismas.
Para los Premios del año 2016, se agregó la categoría de Mejor Canción.En respuesta al lanzamiento de más películas con temas LGBT, particularmente por los servicios de transmisión internacionales, los Premios del año 2021 aumentaron las nominaciones por categoría a cuatro (de tres) para la mayoría y a diez (de cinco) para la Mejor Película. También agregó tres nuevas categorías para apreciar mejor películas más diversas, cada una con cinco nominados: Mejor Comedia, Mejor Documental y Mejor Película Española.

## Categorías

### Producción
- Mejor Guion Adaptado.
- Mejor Dirección Artística.
- Mejor Fotografía.
- Mejor Comedia - Introducido para los Premios del año 2021 (VIIª edición).
- Mejor Vestuario.
- Mejor Dirección.
- Mejor Documental - Introducido para los premios de 2021 (VIIª edición).
- Mejor Montaje.
- Mejor Película.
- Mejor Maquillaje y Peluquería.
- Mejor Dirección Novel.
- Mejor Música Original.
- Mejor Guion Original.
- Mejor Canción / Original.
- Mejor Sonido.
- Mejor Película Española - Introducido para los premios de 2021 (VIIª edición).

### Actuación
- Mejor Actor.
- Mejor Actriz.
- Mejor Reparto.
- Mejor Pareja.
- Mejor Actor Revelación.
- Mejor Actriz Revelación.
- Mejor Actor Secundario / de Reparto.
- Mejor Actriz Secundaria / de Reparto.

## Premios
Las películas se nominan en función del año en el que se distribuyeron por primera vez en España; se entregan en el mes de enero del año siguiente.

### 2015

#### Producción
| Mejor Película - Pride (Golem) - El club (Caramel Films) - Grandma (Sony Pictures) - Une nouvelle amie (Golem) - A primera vista (Surtsey Films) | Mejor Dirección - Pablo Larraín – El club (Caramel Films) - François Ozon – Une nouvelle amie (Golem) - Matthew Warchus – Pride (Golem) |
| Mejor Guion Original - Stephen Beresford – Pride (Golem) - Guillermo Calderón, Pablo Larraín y Daniel Villalobos – El club (Caramel Films) - Paul Weitz – Grandma (Sony Pictures)                                                                           | Mejor Guion Adaptado - Daniel Ribeiro – A primera vista (Surtsey Films) - Matthew Chapman y Julie Sayres – Flores raras (Splendor Films España) - François Ozon – Une nouvelle amie (Golem)                                                                                                   |
| Mejor Fotografía - Lyle Vincent – Una chica vuelve a casa sola de noche (La Aventura Audiovisual) - Pablo García Pérez de Lara – Tchindas (Pirámide Films) - Urszula Pontikos – Lilting (Surtsey Films)                                                     | Mejor Montaje - Bryan Mason – 52 martes (Cine Binario) - Yorgos Lamprinos – Xenia (Karma Films) - Sebastián Sepúlveda – El club (Caramel Films) |
| Mejor Dirección Novel - Hong Khaou – Lilting (Surtsey Films) - Ana Lily Amirpour – Una chica vuelve a casa sola de noche (La Aventura Audiovisual) - Sophie Hyde – 52 martes (Cine Binario)                                                                 | Mejor Dirección Artística - José Joaquim Salles – Flores raras (Splendor Films España) - Michel Barthélémy, Pascal Leguellec y Nathalie Roubaud – Une nouvelle amie (Golem) - Alain Ortiz – The King of Havana (Filmax)                                                                       |
| Mejor Vestuario - Pascaline Chavanne – Une nouvelle amie (Golem) - Vassilios Barbarigos – Xenia (Karma Films) - Marcelo Pies – Flores raras (Splendor Films España)                                                                                         | Mejor Maquillaje y Peluquería - Gill Robillard y Franck-Pascal Alquinet – Une nouvelle amie (Golem) - Louise Cockburn y Jill Fogel – Una chica vuelve a casa sola de noche (La Aventura Audiovisual) - Denise Kum, Roo Maurice, Ivana Primorac y Amy Riley – The Imitation Game (Tripictures) |
| Mejor Sonido - Marc Serena y Verònica Font – Tchindas (Pirámide Films) - Jamie Caple, Tony Gibson, Blair Jollands y Martin Trevis – Pride (Golem) - Miguel Hormazábal, Roberto Zúñiga, Ivo Moraga, Salomé Román y Mauricio Molina – El club (Caramel Films) | Mejor Música Original - Alexandre Desplat – The Imitation Game (Tripictures) - Philippe Rombi – Une nouvelle amie (Golem) - Marcelo Zarvos – Flores raras (Splendor Films España) |

- Este año no fue entregado el premio a Mejor Canción.

#### Actuación
| Mejor Actor - Romain Duris – Une nouvelle amie como David / Virginia (Golem) - Benedict Cumberbatch – The Imitation Game como Alan Turing (Tripictures) - Willem Dafoe – Pasolini como Pier Paolo Pasolini (Good Films) | Mejor Actriz - Lily Tomlin – Grandma como Elle (Sony Pictures) - Cheng Pei-pei – Lilting como Junn (Surtsey Films) - Miranda Otto – Flores raras como Elizabeth Bishop (Splendor Films España) |
| Mejor Actor Secundario/de Reparto - Roberto Farías – El club como Sandokan (Caramel Films) - Alfredo Castro – El club como Padre Vidal (Caramel Films) - Andrew Scott – Pride como Gethin Roberts (Golem) | Mejor Actriz Secundaria/de Reparto - Keira Knightley – The Imitation Game como Joan Clarke (Tripictures) - Glória Pires – Flores raras como Lota de Macedo Soares (Splendor Films España) - Imelda Staunton – Pride como Hefina Headon (Golem)                                                                       |
| Mejor Reparto - Pride – Ben Schnetzer, Monica Dolan, George MacKay, Bill Nighy, Andrew Scott, Imelda Staunton, Dominic West, Paddy Considine, Joseph Gilgun, Sophie Evans, Lisa Palfrey, Menna Trussler, Karina Fernández, Liz White, Chris Overton, Jessica Gunning, Matthew Flynn, Jessie Cave y Freddie Fox (Golem) - El club – Roberto Farías, Antonia Zegers, Alfredo Castro, Alejandro Goic, Alejandro Sieveking, Jaime Vadell y Marcelo Alonso (Caramel Films) - Girl Gets Girl – Celia Freijeiro, Cristina Pons, Sandra Collantes, María Botto, María Ballesteros, Adrián Lastra, Ismael Martínez, Jaime Olias, Eulalia Ramón, Estefanía de los Santos, Sabrina Praga, Paulina Gálvez, Beatriz Montañez, Marina San José, Jane Badler, Karina Matas Piper, Alberto Velasco y Mar Ayala (Versus Entertainment) | Mejor Pareja - Glória Pires y Miranda Otto – Flores raras como Lota de Macedo Soares y Elizabeth Bishop (Splendor Films España) - Romain Duris y Anaïs Demoustier – Une nouvelle amie como David / Virginia y Claire (Golem) - Ghilherme Lobo y Fábio Audi – A primera vista como Leonardo y Gabriel (Surtsey Films) |
| Mejor Actor Revelación - Kostas Nikouli – Xenia como Dany (Karma Films) - Rubèn de Eguía – Virus of Fear como Jordi (Alfa Pictures) - Del Herbert-Jane – 52 martes como James (Cine Binario) | Mejor Actriz Revelación - Tilda Cobham-Hervey – 52 martes como Billie (Cine Binario) - Yordanka Ariosa – The King of Havana como Magda (Filmax) - Sheila Vand – Una chica vuelve a casa sola de noche como La Chica (La Aventura Audiovisual)                                                                        |

### 2016

#### Producción
| Mejor Película - Carol (Vértigo Films) - El Duque de Burgundy (La Aventura Audiovisual) - Desde allá (Caramel Films) - La doncella (La Aventura Audiovisual) - Theo y Hugo, París 5:59 (Surtsey Films)                                             | |
| Mejor Dirección - Todd Haynes – Carol (Vértigo Films) - Park Chan-wook – La doncella (La Aventura Audiovisual) - Alantė Kavaitė – The Summer of Sangailė (Cine Binario)                                                                            | Mejor Dirección Novel - Lorenzo Vigas – Desde allá (Caramel Films) - Miguel del Arco – The Furies (Wanda Visión) - Maysaloun Hamoud – Bar Bahar (Golem) |
| Mejor Guion Original - Peter Strickland – El Duque de Burgundy (La Aventura Audiovisual) - Olivier Ducastel y Jacques Martineau – Theo y Hugo, París 5:59 (Surtsey Films) - Céline Sciamma y André Téchiné – Cuando tienes 17 años (Vértigo Films) | Mejor Guion Adaptado - Phyllis Nagy – Carol (Vértigo Films) - Lorenzo Vigas – Desde allá (Caramel Films) - Park Chan-wook y Jeong Seo-kyeong – La doncella (La Aventura Audiovisual)                                                                                |
| Mejor Fotografía - Edward Lachman – Carol (Vértigo Films) - Chung Chung-hoon – La doncella (La Aventura Audiovisual) - Dominique Colin – The Summer of Sangailė (Cine Binario)                                                                     | Mejor Montaje - Matyas Fekete – El Duque de Burgundy (La Aventura Audiovisual) - Kim Jae-bum y Kim Sang-bum – La doncella (La Aventura Audiovisual) - Stephen O'Connell – Viva (Betta Pictures)                                                                     |
| Mejor Dirección Artística - Ryu Seong-hie – La doncella (La Aventura Audiovisual) - Ana Solares y Héctor Iruega – Eisenstein en Guanajuato (Betta Pictures) - Eve Stewart y Michael Standish – La chica danesa (Universal Pictures)                | Mejor Sonido - Nicolas Becker, Jonas Jocys y Julien Perez – The Summer of Sangailė (Cine Binario) - Rob Entwistle, Martin Pavey y Tapio Liukkonen – El Duque de Burgundy (La Aventura Audiovisual) - Jung Gun y Kim Suk-won – La doncella (La Aventura Audiovisual) |
| Mejor Vestuario - Paco Delgado – La chica danesa (Universal Pictures) - Andrea Flesch – El Duque de Burgundy (La Aventura Audiovisual) - Sandy Powell – Carol (Vértigo Films)                                                                      | Mejor Maquillaje y Peluquería - Jan Sewell – La chica danesa (Universal Pictures) - Jerry DeCarlo y Patricia Regan – Carol (Vértigo Films) - Elena López Carreón, Mari Paz Robles y Marjut Samulin – Eisenstein en Guanajuato (Betta Pictures)                      |
| Mejor Música Original - Carter Burwell – Carol (Vértigo Films) - Alexandre Desplat – La chica danesa (Universal Pictures) - Cat's Eyes – El Duque de Burgundy (La Aventura Audiovisual)                                                            | Mejor Canción - "The sound of you coming (임이 오는 소리)" (Gain y Minseo) – La doncella (La Aventura Audiovisual) - "Hands of Love" (Miley Cyrus) – Freeheld (Filmax) - "Zindagi" (Anushka Manchanda) – 7 diosas (Karma Films)                                     |

#### Actuación
| Mejor Actor - Burghart Klaußner – El caso Fritz Bauer como Fritz Bauer (Caramel Films) - Alfredo Castro – Desde allá como Armando (Caramel Films) - Tom Hardy – Legend como Ronnie y Reggie Kray (Tripictures) | Mejor Actriz - Rooney Mara – Carol como Therese Belivet (Vértigo Films) - Cate Blanchett – Carol como Carol Aird (Vértigo Films) - Alicia Vikander – La chica danesa como Gerda Wegener (Universal Pictures)                                                                            |
| Mejor Actor Secundario/de Reparto - Luis Alberto García – Viva como Mama (Betta Pictures) - Michael Shannon – Freeheld como Dane Wells (Filmax) - Ronald Zehrfeld – El caso Fritz Bauer como Karl Angermann (Caramel Films) | Mejor Actriz Secundaria/de Reparto - Sandrine Kiberlain – Cuando tienes 17 años como Dr. Marianne Delille (Vértigo Films) - Noémie Lvovsky – Un amor de verano como Monique (Golem) - Daniela Nefussi – Mãe só há uma como Aracy / Glória (Karma Films)                                 |
| Mejor Reparto - The Furies – José Sacristán, Mercedes Sampietro, Bárbara Lennie, Carmen Machi, Emma Suárez, Alberto San Juan, Elisabet Gelabert, Gonzalo de Castro, Pere Arquillué y Macarena Sanz (Wanda Visión) - La doncella – Ha Jung-woo, Kim Min-hee, Cho Jin-woong, Kim Tae-ri, Moon So-ri y Kim Hae-sook (La Aventura Audiovisual) - El caso Fritz Bauer – Burghart Klaußner, Ronald Zehrfeld, Dani Levy, Sebastian Blomberg, Laura Tonke, Lilith Stangenberg, Michael Schenk, Matthias Weidenhöfer, Götz Schubert, Jörg Schüttauf, Cornelia Gröschel, Paulus Manker, Tilo Werner, Rüdiger Klink y Robert Atzorn (Caramel Films) | Mejor Pareja - François Nambot y Geoffrey Couët – Theo y Hugo, París 5:59 como Hugo y Theó (Surtsey Films) - Rooney Mara y Cate Blanchett – Carol como Therese Belivet y Carol Aird (Vértigo Films) - Izïa Higelin y Cécile de France – Un amor de verano como Delphine y Carol (Golem) |
| Mejor Actor Revelación - Luis Silva – Desde allá como Élder (Caramel Films) - Corentin Fila – Cuando tienes 17 años como Thomas Chardoul (Vértigo Films) - Naomi Nero – Mãe só há uma como Pierre / Felipe (Karma Films) | Mejor Actriz Revelación - Kim Tae-ri – La doncella como Sook-hee (La Aventura Audiovisual) - Silvia Maya - Julia como Victoria (El Gato Verde) - Julija Steponaityte – The Summer of Sangailė como Sangailė (Cine Binario)                                                              |

### 2017

#### Producción
| Mejor Película - Moonlight (Diamond Films) - Una mujer fantástica (BTeam Pictures) - Tierra de Dios (Karma Films) - Rara (Syldavia Cinema) - La herida (Surtsey Films) | |
| Mejor Dirección - Barry Jenkins – Moonlight (Diamond Films) - Amat Escalante – La región salvaje (Noucinemart) - Sebastián Lelio – Una mujer fantástica (BTeam Pictures) | Mejor Dirección Novel - Pepa San Martín – Rara (Syldavia Cinema) - Francis Lee – Tierra de Dios (Karma Films) - John Trengove – La herida (Surtsey Films) |
| Mejor Guion Original - Sebastián Lelio y Gonzalo Maza – Una mujer fantástica (BTeam Pictures) - Fernando Pérez y Abel Rodríguez – Últimos días en La Habana (Wanda Visión) - Pepa San Martín y Alicia Scherson – Rara (Syldavia Cinema)                                                          | Mejor Guion Adaptado - Barry Jenkins y Tarell Alvin McCraney – Moonlight (Diamond Films) - Javier Ambrossi y Javier Calvo – La llamada (DeAPlaneta) - Malusi Bengu, Thando Mgqolozana y John Trengove – La herida (Surtsey Films) |
| Mejor Fotografía - James Laxton – Moonlight (Diamond Films) - Lasse Frank Johannessen – Tom of Finland (Festival Films) - Joshua James Richards – Tierra de Dios (Karma Films) | Mejor Montaje - Joi McMillon y Nat Sanders – Moonlight (Diamond Films) - Andrew Bird – Tschick (Golem) - Alexandra Strauss – I Am Not Your Negro (Karma Films) |
| Mejor Dirección Artística - Christian Olander, Lotta Bergman, Ricardo Molina, Astrid Poeschke y Riina Sipiläinen – Tom of Finland (Festival Films) - Judy Becker y Alexander Wei – Battle of the Sexes (20th Century Fox) - Riton Dupire-Clément y Martin Dupont-Domenjound – Ma Loute (VerCine) | Mejor Sonido - Sergio Díaz, Vincent Arnardi y Raúl Locatelli – La región salvaje (Noucinemart) - Jonas Jansson, Fredrik Dalenfjäll, Mattias Eklund y Mac Ruth – Atómica (DeAPlaneta) - Kai Tebbel, Lars Ginzel Kai Lüde – Tschick (Golem) |
| Mejor Vestuario - Mary Zophres – Battle of the Sexes (20th Century Fox) - Alexandra Charles – Ma Loute (VerCine) - Anna Vilppunen – Tom of Finland (Festival Films) | Mejor Maquillaje y Peluquería - Johanna Eliasson, Sandra Mundi, Riika Virtanen y Lars Carlsson – Tom of Finland (Festival Films) - Frédéric Balmer, Balthazar, Morgane Bernhard, Michèle Constantinides, Mathieu Gueracague, Alexis Kinebayan y Jana Schulze – Ma Loute (VerCine) - Lola Gómez, Jesús Gil y Óscar del Monte – Juste la fin du monde (Premium Cinema) |
| Mejor Música Original - Nicholas Britell – Moonlight (Diamond Films) - Nicholas Britell – Battle of the Sexes (20th Century Fox) - Matthew Herbert – Una mujer fantástica (BTeam Pictures) | Mejor Canción Original - "La llamada" (Leiva) – La llamada (DeAPlaneta) - "If I Dare" (Sara Bareilles) – Battle of the Sexes (20th Century Fox) - "Nuestro momento" (Atacados) – Foam Party! (Begin Again Films) |

#### Actuación
| Mejor Actor - Jorge Martínez – Últimos días en La Habana como Diego (Wanda Visión) - Josh O'Connor – Tierra de Dios como Johnny Saxby (Karma Films) - Gaspard Ulliel – Juste la fin du monde como Louis (Premium Cinema) | Mejor Actriz - Daniela Vega – Una mujer fantástica como Marina Vidal (BTeam Pictures) - Kiti Mánver – Wounded by the Wind como Juan (Versión Digital) - Emma Stone – Battle of the Sexes como Billie Jean King (20th Century Fox)                                                  |
| Mejor Actor de Reparto - Mahershala Ali – Moonlight como Juan (Diamond Films) - Ian Hart – Tierra de Dios como Martin Saxby (Karma Films) - André Holland – Moonlight como Adult Kevin (Diamond Films) | Mejor Actriz de Reparto - Naomie Harris – Moonlight como Paula (Diamond Films) - Anna Castillo – La llamada como Susana Romero (DeAPlaneta) - Belén Cuesta – La llamada como Milagros (DeAPlaneta)                                                                                 |
| Mejor Reparto - La llamada – Macarena García, Anna Castillo, Belén Cuesta, Gracia Olayo, Richard Collins-Moore, María Isabel Díaz, Secun de la Rosa, Esti Quesada, Víctor Elías, Mar Corzo y Loli Pascua (DeAPlaneta) - Moonlight – Trevante Rhodes, Naomie Harris, Mahershala Ali, Ashton Sanders, André Holland, Alex Hibbert, Janelle Monáe, Jharrel Jerome, Shariff Earp, Duan Sanderson y Edson Jean (Diamond Films) - Rara – Julia Lübbert, Emilia Ossandón, Mariana Loyola, Agustina Muñoz, Daniel Muñoz, Coca Guazzini, Sigrid Alegría y Micaela Cristi (Syldavia Cinema) | Mejor Pareja - Alec Secăreanu y Josh O'Connor – Tierra de Dios como Gheorghe Ionescu y Johnny Saxby (Karma Films) - Jharrel Jerome y Ashton Sanders – Moonlight como Teen Kevin y Teen Chiron (Diamond Films) - Natalia Tena y Oona Chaplin – Tierra firme como Kat y Eva (Avalon) |
| Mejor Actor Revelación - Nakhane – La herida como Xolani (Surtsey Films) - Trevante Rhodes – Moonlight como Adult Chiron / "Black" (Diamond Films) - Alec Secăreanu – Tierra de Dios como Gheorghe Ionescu (Karma Films) | Mejor Actriz Revelación - Julia Lübbert – Rara como Sara (Syldavia Cinema) - Gabriela Ramos – Últimos días en La Habana como Yusisleydis (Wanda Visión) - Raph – Ma Loute como Billie van Peteghem (VerCine)                                                                       |

### 2018

#### Producción
| Mejor Película - Call Me by Your Name (Sony Pictures) - 120 latidos por minuto (Avalon) - Heartstone (Abordar) - The Party (Avalon) - Thelma (Surtsey Films)                                                    | |
| Mejor Dirección - Luca Guadagnino – Call Me by Your Name (Sony Pictures) - Robin Campillo – 120 latidos por minuto (Avalon) - Joachim Trier – Thelma (Surtsey Films)                                            | Mejor Dirección Novel - Guðmundur Arnar Guðmundsson – Heartstone (Abordar) - Lukas Dhont – Girl (Vértigo Films) - Adrián Silvestre – Los objetos amorosos (Adrián Silvestre) |
| Mejor Guion Original - Robin Campillo – 120 latidos por minuto (Avalon) - Brian Kehoe y Jim Kehoe – Blockers (Universal Pictures) - Sally Potter y Walter Donohue – The Party (Avalon)                          | Mejor Guion Adaptado - James Ivory – Call Me by Your Name (Sony Pictures) - Sebastián Lelio y Rebecca Lenkiewicz – Disobedience (Sony Pictures) - Jessica Sharzer – Un pequeño favor (eOne Films)                                                                                        |
| Mejor Fotografía - Sayombhu Mukdeeprom – Call Me by Your Name (Sony Pictures) - Benoît Debie – Climax (Avalon) - Sturla Brandth Grøvlen – Heartstone (Abordar)                                                  | Mejor Montaje - Robin Campillo – 120 latidos por minuto (Avalon) - Olivier Bugge Coutté – Thelma (Surtsey Films) - Guille Gatti – El Ángel (BTeam Pictures) |
| Mejor Dirección Artística - Julia Freid – El Ángel (BTeam Pictures) - Michael Carlin – Colette (DeAPlaneta) - Samuel Deshors, Sandro Piccarozzi y Violante V. di Modrone – Call Me by Your Name (Sony Pictures) | Mejor Sonido - Gisle Tveito – Thelma (Surtsey Films) - John Casali, Nina Hartstone, Andy Kennedy, Paul Massey y Jens Rosenlund Petersen – Bohemian Rhapsody (20th Century Fox) - Ken Yasumoto – Climax (Avalon)                                                                          |
| Mejor Vestuario - Renee Ehrlich Kalfus – Un pequeño favor (eOne Films) - Andrea Flesch – Colette (DeAPlaneta) - Giulia Piersanti – Call Me by Your Name (Sony Pictures)                                         | Mejor Maquillaje y Peluquería - Ivana Primorac – Colette (DeAPlaneta) - Cécile Pellerin, Virginie Duranteau, Arnaud Guelle y Alexis Kinebanyan – 120 latidos por minuto (Avalon) - Jan Sewell – Bohemian Rhapsody (20th Century Fox)                                                     |
| Mejor Música Original - Matthew Herbert – Disobedience (Sony Pictures) - Thomas Adès – Colette (DeAPlaneta) - Arnaud Rebotini – 120 latidos por minuto (Avalon)                                                 | Mejor Canción Original - "Mystery of Love" (Sufjan Stevens) – Call Me by Your Name (Sony Pictures) - "Alfie's Song (Not So Typical Love Song)" (Bleachers) – Love, Simon (20th Century Fox) - "Lo saben" (Lucas Vidal y Antonio Orozco) – The Best Day of My Life (Versus Entertainment) |

#### Actuación
| Mejor Actor - Timothée Chalamet – Call Me by Your Name como Elio Perlman (Sony Pictures) - Nahuel Pérez Biscayart – 120 latidos por minuto como Sean Dalmazo (Avalon) - Guillermo Pfening – Nadie nos mira como Nico (Versus Entertainment) | Mejor Actriz - Eili Harboe – Thelma como Thelma (Surtsey Films) - Keira Knightley – Colette como Colette (DeAPlaneta) - Rachel Weisz – Disobedience como Ronit Krushka (Sony Pictures)                                                                                           |
| Mejor Actor de Reparto - Armie Hammer – Call Me by Your Name como Oliver (Sony Pictures) - Alessandro Nivola – Disobedience como Dovid Kuperman (Sony Pictures) - Michael Stuhlbarg – Call Me by Your Name como Sam Perlman (Sony Pictures) | Mejor Actriz de Reparto - Patricia Clarkson – The Party como April (Avalon) - Blake Lively – Un pequeño favor como Emily Nelson / Hope McLanden y Faith McLanden (eOne Films) - Rachel McAdams – Disobedience como Esti Kuperman (Sony Pictures)                                 |
| Mejor Elenco - 120 latidos por minuto – Nahuel Pérez Biscayart, Adèle Haenel, Yves Heck, Arnaud Valois, Emmanuel Ménard, Antoine Reinartz, François Rabette, Félix Maritaud, Catherine Vinatier, Médhi Touré, Aloïse Sauvage, Simon Bourgade, Saadia Ben Taieb, Théophile Ray, Ariel Borenstein, Simon Guélat, Jean-François Auguste, Samuel Churin, Pauline Guimard y Coralie Russier (Avalon) - Call Me by Your Name – Timothée Chalamet, Armie Hammer, Michael Stuhlbarg, Amira Casar, Esther Garrel, Victoire Du Bois, Elena Bucci, Marco Sgrosso, André Aciman y Peter Spears (Sony Pictures) - The Party – Patricia Clarkson, Bruno Ganz, Cherry Jones, Emily Mortimer, Cillian Murphy, Kristin Scott Thomas y Timothy Spall (Avalon) | Mejor Pareja - Blær Hinriksson y Baldur Einarsson – Heartstone como Christian y Thor (Abordar) - Armie Hammer y Timothée Chalamet – Call Me by Your Name como Oliver y Elio Perlman (Sony Pictures) - Rosy Rodríguez y Zaira Romero – Carmen y Lola como Carmen y Lola (Super 8) |
| Mejor Actor Revelación - Victor Polster – Girl como Lara (Vértigo Films) - Lorenzo Ferro – El Ángel como Carlos Robledo Puch (BTeam Pictures) - Tim Kalkhof – El pastelero como Thomas (Karma Films) | Mejor Actriz Revelación - Laura Rojas Godoy – Los objetos amorosos como Luz (Adrián Silvestre) - Nicole Costa – Los objetos amorosos como Fran (Adrián Silvestre) - Katherine Langford – Love, Simon como Leah Burke (20th Century Fox)                                          |

### 2019

#### Producción
| Mejor Película - Retrato de una mujer en llamas (Karma Films) - La favorita (20th Century Fox) - Las herederas (BTeam Pictures) - Dolor y gloria (Sony Pictures) - Sauvage (Elamedia)                                    | |
| Mejor Dirección - Céline Sciamma – Retrato de una mujer en llamas (Karma Films) - Pedro Almodóvar – Dolor y gloria (Sony Pictures) - Yorgos Lanthimos – La favorita (20th Century Fox)                                   | Mejor Dirección Novel - Camille Vidal-Naquet – Sauvage (Elamedia) - Marcelo Martinessi – Las herederas (BTeam Pictures) - Olivia Wilde – Booksmart (eOne Films) |
| Mejor Guion Original - Deborah Davis y Tony McNamara – La favorita (20th Century Fox) - Christophe Honoré – Vivir deprisa, amar despacio (Surtsey Films) - Céline Sciamma – Retrato de una mujer en llamas (Karma Films) | Mejor Guion Adaptado - Desiree Akhavan y Cecilia Frugiuele – The Miseducation of Cameron Post (película) (Good Films) - Joel Edgerton – Boy Erased (Universal Pictures) - Nicole Holofcener y Jeff Whitty – Can You Ever Forgive Me? (20th Century Fox)                                                                                         |
| Mejor Fotografía - Claire Mathon – Retrato de una mujer en llamas (Karma Films) - Jóhann Máni Jóhannsson – Déjame caer (La Aventura Audiovisual) - Artur Tort – Libertad (Elamedia)                                      | Mejor Montaje - Úlfur Teitur Traustason – Déjame caer (La Aventura Audiovisual) - Teresa Font – Dolor y gloria (Sony Pictures) - Yorgos Mavropsaridis – La favorita (20th Century Fox) |
| Mejor Dirección Artística - Antxón Gómez – Dolor y gloria (Sony Pictures) - Fiona Crombie y Alice Felton – La favorita (20th Century Fox) - Thomas Grézaud – Retrato de una mujer en llamas (Karma Films)                | Mejor Sonido - Matthew Collinge, John Hayes, Mike Prestwood Smith y Danny Sheehan – Rocketman (Paramount Pictures) - Johnnie Burn – La favorita (20th Century Fox) - Jordi Ribas y Mélissa Petitjean – Libertad (Elamedia) |
| Mejor Vestuario - Sandy Powell – La favorita (20th Century Fox) - Julian Day – Rocketman (Paramount Pictures) - Paola Torres – Dolor y gloria (Sony Pictures)                                                            | Mejor Maquillaje y Peluquería - Nadia Stacey, Beverley Binda y Samantha Denyer – La favorita (20th Century Fox) - Elizabeth Yianni-Georgiou, Tapio Salmi y Barrie Gower – Rocketman (Paramount Pictures) - Gerd Zeiss – The Happy Prince (Alfa Pictures)                                                                                        |
| Mejor Música Original - Alberto Iglesias – Dolor y gloria (Sony Pictures) - Sofía Oriana – Elisa y Marcela (Netflix) - Claire M. Singer – Tell It to the Bees (Filmax)                                                   | Mejor Canción Original - "Revelation" (Troye Sivan, Jon Thor Birgisson y Leland) – Boy Erased (Universal Pictures) - "(I'm Gonna) Love Me Again" (Taron Egerton, Elton John y Bernie Taupin) – Rocketman (Paramount Pictures) - "Portrait de la jeune fille en feu" (Para One y Arthur Simonini) – Retrato de una mujer en llamas (Karma Films) |

#### Actuación
| Mejor Actor - Antonio Banderas – Dolor y gloria como Salvador Mallo (Sony Pictures) - Taron Egerton – Rocketman como Elton John (Paramount Pictures) - Théodore Pellerin – Génesis como Guillaume / medio hermano de Charlotte (Surtsey Films) | Mejor Actriz - Olivia Colman – La favorita como Reina Ana (20th Century Fox) - Emma Stone – La favorita como Abigail (20th Century Fox) - Rachel Weisz – La favorita como Lady Sarah (20th Century Fox) |
| Mejor Actor de Reparto - Richard E. Grant – Can You Ever Forgive Me? como Jack Hock (20th Century Fox) - Denis Podalydès – Vivir deprisa, amar despacio como Matthieu (Surtsey Films) - Leonardo Sbaraglia – Dolor y gloria como Federico Delgado (Sony Pictures) | Mejor Actriz de Reparto - Penélope Cruz – Dolor y gloria como Jacinta (Sony Pictures) - Nicole Kidman – Boy Erased como Nancy Eamons (Universal Pictures) - Julieta Serrano – Dolor y gloria como Jacinta (Sony Pictures) |
| Mejor Elenco - Booksmart – Kaitlyn Dever, Beanie Feldstein, Lisa Kudrow, Jason Sudeikis, Jessica Williams, Will Forte, Mike O'Brien, Molly Gordon, Billie Lourd, Skyler Gisondo, Noah Galvin, Diana Silvers, Mason Gooding, Victoria Ruesga, Austin Crute, Eduardo Franco and Nico Hiraga (eOne Films) - Al agua gambas – Nicolas Gob, Alban Lenoir, Geoffrey Couët, Michaël Abiteboul, David Baïot, Romain Lancry, Thomas Croisière, Jonathan Louis, Romain Brau, Maïa Quesemand, Roland Menou, Pierre Samuel and Félix Martinez (Vértigo Films) - Déjame caer – Lára Jóhanna Jónsdóttir, Álfrún Laufeyjardóttir, Þorsteinn Bachmann, Gary Anthony Stennette, Elín Sif Halldórsdóttir, Sólveig Arnarsdóttir, Atli Oskar Fjalarsson, Sveinn Ólafur Gunnarsson, Jordi Rodríguez, Björn Stefánsson, Eyrún Björk Jakobsdóttir, Haraldur Ari Stefánsson, Kristín Þóra Haraldsdóttir, Sigurbjartur Atlason and Einar Gunn (La Aventura Audiovisual) | Mejor Pareja - Vincent Lacoste and Pierre Deladonchamps – Vivir deprisa, amar despacio como Arthur Prigent y Jacques Tondelli (Surtsey Films) - Juan Barberini and Ramón Pujol – Fin de siglo como Ocho y Javi (Filmin) - Adèle Haenel and Noémie Merlant – Retrato de una mujer en llamas como Héloïse y Marianne (Karma Films) |
| Mejor Actor Revelación - Félix Maritaud – Sauvage como Léo (Elamedia) - Oleg Ivenko – The White Crow como Rudolf Nureyev (DeAPlaneta) - Xabiani Ponce de León – Esto no es Berlín como Carlos (Syldavia Cinema) | Mejor Actriz Revelación - Ana Brun – Las herederas como Chela (BTeam Pictures) - Billie Lourd – Booksmart como Gigi (eOne Films) - Hari Nef – Assassination Nation como Bex Warren (Versus Entertainment) |

### 2020

#### Producción
| Mejor Película - Matthias & Maxime (Avalon) - And Then We Danced (Avalon) - Ema (BTeam Pictures) - Kajillionaire (Universal Pictures) - Verano del 85 (Golem)                                                                    | |
| Mejor Dirección - Miranda July – Kajillionaire (Universal Pictures) - Xavier Dolan – Matthias & Maxime (Avalon) - François Ozon – Verano del 85 (Golem)                                                                          | Mejor Dirección Novel - Romina Paula – De nuevo otra vez (Begin Again Films) - Rose Glass – Saint Maud (Sony Pictures) - Melina León – Canción sin nombre (Begin Again Films)                                                                                            |
| Mejor Guion Original - Jayro Bustamante – Temblores (Atera) - Mateo Bendesky – Los miembros de la familia (Barton) - Miranda July – Kajillionaire (Universal Pictures)                                                           | Mejor Guion Adaptado - François Ozon – Verano del 85 (Golem) - Josh Boone y Knate Lee – The New Mutants (Disney) - Kepa Errasti y Mireia Gabilondo – Enjambre (Barton)                                                                                                   |
| Mejor Fotografía - Inti Briones – Canción sin nombre (Begin Again Films) - Hichame Alaouié – Verano del 85 (Golem) - Jasper Wolf – Monos (BTeam Pictures)                                                                        | Mejor Montaje - Sebastián Sepúlveda – Ema (BTeam Pictures) - Levan Akin y Simon Carlgren – And Then We Danced (Avalon) - Ted Guard, Yorgos Mavropsaridis y Santiago Otheguy – Monos (BTeam Pictures)                                                                     |
| Mejor Dirección Artística - Estefanía Larraín y Tatiana Maulen – Ema (BTeam Pictures) - Benoît Barouh y Frédéric Delrue – Verano del 85 (Golem) - Colombe Raby, Claude Tremblay y Pascale Deschênes – Matthias & Maxime (Avalon) | Mejor Sonido - Lena Esquenazi, Eduardo Castillo, Javier Farina y Javier Umpierrez – Monos (BTeam Pictures) - Sylvain Brassard, Jean-Philippe Savard y Guy Pelletier – Matthias & Maxime (Avalon) - Paul Davies, Simon Farmer y Andrew Stirk – Saint Maud (Sony Pictures) |
| Mejor Vestuario - Pascaline Chavanne – Verano del 85 (Golem) - Felipe Criado y Muriel Parra – Ema (BTeam Pictures) - Ana López Cobos – So My Grandma's a Lesbian! (Filmax)                                                       | Mejor Maquillaje y Peluquería - Kazu Hiro, Anne Morgan y Vivian Baker – Bombshell (eOne Films) - Jacquetta Levon – Saint Maud (Sony Pictures) - Andrés Ramírez y Álex Rojas – Monos (BTeam Pictures)                                                                     |
| Mejor Música Original - Emile Mosseri – Kajillionaire (Universal Pictures) - Mica Levi – Monos (BTeam Pictures) - Pauchi Sasaki – Canción sin nombre (Begin Again Films)                                                         | Mejor Canción Original - "Real" (E$tado Unido y Stéphanie Janaina) – Ema (BTeam Pictures) - "Che vita meravigliosa" (Diodato) – La diosa fortuna (Karma Films) - "Destino" (E$tado Unido) – Ema (BTeam Pictures)                                                         |

#### Actuación
| Mejor Actor - Lance Henriksen – Falling como Willis Peterson (Caramel Films) - Xavier Dolan – Matthias & Maxime como Maxime (Avalon) - Viggo Mortensen – Falling como John Peterson (Caramel Films) | Mejor Actriz - Jasmine Trinca – La diosa fortuna como Annamaria Muscarà (Karma Films) - Morfydd Clark – Saint Maud como Katie / Maud (Sony Pictures) - Romina Paula – De nuevo otra vez como Romina (Begin Again Films)                                                                               |
| Mejor Actor de Reparto - Alfredo Castro – El príncipe como El Potro (Barton) - Gael García Bernal – Ema como Gastón (BTeam Pictures) - Benjamin Voisin – Verano del 85 como David Gorman (Golem) | Mejor Actriz de Reparto - Jennifer Ehle – Saint Maud como Amanda Köhl (Sony Pictures) - Valeria Bruni Tedeschi – Verano del 85 como Madre de David (Golem) - Laura Linney – Falling como Sarah Peterson (Caramel Films)                                                                               |
| Mejor Elenco - Matthias & Maxime – Xavier Dolan, Gabriel D'Almeida Freitas, Anne Dorval, Catherine Brunet, Pier-Luc Funk, Harris Dickinson, Antoine Pilon, Marilyn Castonguay, Micheline Bernard, Adib Alkhalidey, Samuel Gauthier, Camille Felton, Anne-Marie Cadieux, Jacques Lavallée, Louise Bombardier, Monique Spaziani y Louis-Julien Durso (Avalon) - Bombshell – Charlize Theron, Margot Robbie, Nicole Kidman, John Lithgow, Allison Janney, Kate McKinnon, Malcolm McDowell, Mark Duplass, Alice Eve, Connie Britton, Alanna Ubach, Elisabeth Röhm, Madeline Zima, Brigette Lundy-Paine, Liv Hewson, London Fuller, Ashley Greene, Nazanin Boniadi y Stephen Root (eOne Films) - Kajillionaire – Evan Rachel Wood, Richard Jenkins, Debra Winger, Gina Rodríguez, Da'Vine Joy Randolph, Diana-Maria Riva, Susan Berger, Mark Ivanir, Rachel Redleaf, Betsy Baker, Patricia Belcher, Kim Estes, Randy Ryan, Blanca Araceli, Michelle Gillette, Adam Bartley, Michael Twaine, Andrew Hawkes, David Ury, Matthew Downs, Samantha Cardona y Zachary Barton (Universal Pictures) | Mejor Pareja - Gina Rodríguez y Evan Rachel Wood – Kajillionaire como Melanie Whitacre y Old Dolio Dyne (Universal Pictures) - David Moragas y Jacob Perkins – A Stormy Night como Marcos y Alan (Filmin) - Benjamin Voisin y Félix Lefebvre – Verano del 85 como David Gorman y Alexis Robin (Golem) |
| Mejor Actor Revelación - Levan Gelbakhiani – And Then We Danced como Merab (Avalon) - Félix Lefebvre – Verano del 85 como Alexis Robin (Golem) - Tom Mercier – Sinónimos como Yoav (La Aventura Audiovisual and Good Films) | Mejor Actriz Revelación - Mariana di Girolamo – Ema como Ema (BTeam Pictures) - Diane Bathen – Temblores como Isa (Atera) - Pamela Mendoza – Canción sin nombre como Georgina (Begin Again Films) |

### 2021

#### Producción
| Mejor Película - El poder del perro (Netflix) - Cuidado con los niños (Filmin) - Days (Vitrine) - Una niña (Good Films y La Aventura Audiovisual) - Sedimentos (Begin Again Films) - Shiva Baby (Filmin) - Suk Suk (Vitrine) - Two of Us (Karma Films) - Welcome to Chechnya (Flamingo Films) - La ruleta de la fortuna y la fantasía (Caramel Films) | Mejor Película Española - Sedimentos (Begin Again Films) - ¡Corten! (Filmin) - Mía y Moi (Toned Media) - Donde caben dos (Filmax) - La revolución bailando (Begin Again Films) |
| Mejor Comedia - Shiva Baby (Filmin) - ¡Corten! (Filmin) - Dating Amber (Elamedia) - Todos hablan de Jamie (Amazon Prime Video) - Donde caben dos (Filmax) | Mejor Documental - Una niña (Good Films y La Aventura Audiovisual) - La casa de Cardin (Filmin) - Sedimentos (Begin Again Films) - The Velvet Underground (Apple TV+) - Welcome to Chechnya (Flamingo Films) |
| Mejor Dirección - Jane Campion – El poder del perro (Netflix) - Sébastien Lifshitz – Una niña (Good Films y La Aventura Audiovisual) - Tsai Ming-liang – Days (Vitrine) - Clarisa Navas – One in a Thousand (Barton) | Mejor Dirección Novel - Filippo Meneghetti – Two of Us (Karma Films) - Cássio Pereira dos Santos – Valentina (Movistar+) - Nicol Ruiz Benavides – La nave del olvido (Amazon Prime Video) - Emma Seligman – Shiva Baby (Filmin) |
| Mejor Guion Original - Dag Johan Haugerud – Cuidado con los niños (Filmin) - Ryusuke Hamaguchi – La ruleta de la fortuna y la fantasía (Caramel Films) - Laurent Micheli – Lola (Elamedia) - Ray Yeung – Suk Suk como Hoi y Pak (Vitrine) | Mejor Guion Adaptado - Emma Seligman – Shiva Baby (Filmin) - Jane Campion – El poder del perro (Netflix) - Gilles Marchand y Dominik Moll – Seules les bêtes (Festival Films) - Nami Sakkawa – Contigo a muerte (Netflix) |
| Mejor Fotografía - Ari Wegner – El poder del perro (Netflix) - Tadashi Kuwabara – Contigo a muerte (Netflix) - Piotr Sobocinski Jr. – Acción Jacinto (Netflix) - Aurélien Marra – Two of Us (Karma Films) | Mejor Montaje - Hanna Park – Shiva Baby (Filmin) - Mark Eckersley – Descuida, yo te cuido (Vértice) - Agnieszka Glinska – Acción Jacinto (Netflix) - Peter Sciberras – El poder del perro (Netflix) |
| Mejor Dirección Artística - Catharina Nyqvist Ehrnrooth – Tove (Filmin) - Milan Býcek – Charlatán (Vercine) - Grant Major y Amber Richards – El poder del perro (Netflix) - Daniela Schneider – El baile de los 41 (Netflix) | Mejor Sonido - Bartlomiej Bogacki y Michal Fojcik – Acción Jacinto (Netflix) - Yolande Decarsin y Kristian Eidnes Andersen – Una niña (Good Films y La Aventura Audiovisual) - Robert Mackenzie, Richard Flynn, Leah Katz, Tara Webb y Dave Whitehead – El poder del perro (Netflix) - Tiago Raposinho, Branko Neskov, Joana Niza Braga y Nuno Bento – Variações (Filmin)      |
| Mejor Vestuario - Kika Lopes – El baile de los 41 (Netflix) - Paolo Nieddu – The United States vs. Billie Holiday (eOne Films) - Michael O'Connor – Ammonite (Sony Pictures) - Guy Speranza – Todos hablan de Jamie (Amazon Prime Video) | Mejor Maquillaje y Peluquería - Flore Masson, Olivier Afonso y Antoine Mancini – Titane (Caramel Films) - Eli Adánez, Sergio Pérez Berbel y Nacho Díaz – Libertad (Movistar+) - Ivana Primorac – Ammonite (Sony Pictures) - Ronald J. Wolfe, Charles Gregory Ross y Laini Thompson – The United States vs. Billie Holiday (eOne Films)                                         |
| Mejor Música Original - Jonny Greenwood – El poder del perro (Netflix) - Anne Dudley – Benedetta (Avalon) - Alberto Iglesias – Parallel Mothers (Sony Pictures) - Ariel Marx – Shiva Baby (Filmin) | Mejor Canción Original - "This Was Me" (Dan Gillespie Sells y Tom MacRae) – Todos hablan de Jamie (Amazon Prime Video) - "Por España" (Adrià Arbona) – ¡Corten! (Filmin) - "Refugio" (Luis Navarrete y Ramón Grau) – El fantasma de la sauna (Sophia Network Productions) - "Tigress & Tweed" (Andra Day y Raphael Saadiq) – The United States vs. Billie Holiday (eOne Films) |

- Mejores Efectos Visuales: Ryan Laney, Eugen Bräunig, Maxwell Anderson, Johnny Han y Piers Dennis – Welcome to Chechnya (Flamingo Films)

#### Actuación
| Mejor Actor - Benedict Cumberbatch – El poder del perro como Phil Burbank (Netflix) - Tai Bo – Suk Suk como Pak (Vitrine) - Sergio Práia – Variações como António Variações (Filmin) - Steve Zahn – Cowboys como Troy (Filmin) | Mejor Actriz - Kate Winslet – Ammonite como Mary Anning (Sony Pictures) - Penélope Cruz – Madres paralelas como Janis Martínez (Sony Pictures) - Alma Pöysti – Tove como Tove Jansson (Filmin) - Rosa Ramírez – La nave del olvido como Claudina (Amazon Prime Video)                                                                  |
| Mejor Actor de Reparto - Kodi Smit-McPhee – El poder del perro como Peter Gordon (Netflix) - Casey Affleck – The World to Come como Dyer (Sony Pictures) - Eneko Sagardoy – Mía y Moi como Biel (Toned Media) - Dimitri Stapfer – Beyto como Mike (Filmin) | Mejor Actriz de Reparto - Kirsten Dunst – El poder del perro como Rose Gordon (Netflix) - Charlotte Rampling – Benedetta como La Abadesa (Avalon) - Aitana Sánchez-Gijón – Madres paralelas como Teresa (Sony Pictures) - Susan Sarandon – The Death & Life of John F. Donovan como Grace Donovan (Amazon Prime Video)                 |
| Mejor Elenco - Shiva Baby – Rachel Sennott, Dianna Agron, Polly Draper, Danny Deferrari, Fred Melamed y Molly Gordon (Filmin) - Cuidado con los niños – Henriette Steenstrup, Jan Gunnar Røise, Thorbjørn Harr, Brynjar Bandlien, Andrea Bræin Hovig, Hans Olav Brenner, Anne Marit Jacobsen, Ella Øverbye, Trine Wiggen y Adam Pålsson (Filmin) - Dating Amber – Fionn O'Shea, Lola Petticrew, Sharon Horgan, Barry Ward, Simone Kirby, Evan O'Connor, Ian O'Reilly, Emma Willis, Anastasia Blake, Lauryn Canny, Shaun Dunne, Adam Carolan, Peter Campion, Ally Ni Chiarain, Tara Flynn, Arian Nik, Andrew Bennett, Karl Rice, Shauna Higgins, Dillon Potter Stapleton y Hannah O'Reilly (Elamedia) - La ruleta de la fortuna y la fantasía – Kotone Furukawa, Ayumu Nakajima, Hyunri, Katsuki Mori, Shouma Kai, Kiyohiko Shibukawa, Fusako Urabe y Aoba Kawai (Caramel Films) | Mejor Pareja - Ben Yuen y Tai Bo – Suk Suk como Hoi y Pak (Vitrine) - Martine Chevallier y Barbara Sukowa – Two of Us como Madeleine Girard y Nina Dorn (Karma Films) - Colin Firth y Stanley Tucci – Supernova como Sam y Tusker Mulliner (Wanda Visión) - Fionn Whitehead y Leyna Bloom – Port Authority como Paul y Wye (Movistar+) |
| Mejor Actor Revelación - Max Harwood – Todos hablan de Jamie como Jamie New / Mimi Me (Amazon Prime Video) - Waseem Abbas – My Beautiful Baghdad como Muhammad (Surtsey Films) - Jonathan P. Chambers – Soltero en Navidad como Nick (Netflix) - Conor Leach – Sequin en la habitación azul (Filmin) | Mejor Actriz Revelación - Mya Bollaers – Lola como Lola (Elamedia) - Andra Day – The United States vs. Billie Holiday como Billie Holiday (eOne Films) - Agathe Rousselle – Titane como Alexia / Adrien (Caramel Films) - Rachel Sennott – Shiva Baby como Danielle (Filmin)                                                           |